# Gunung Ara (berg)
Gunung Ara är ett berg i Indonesien.   Det ligger i provinsen Aceh, i den västra delen av landet, 1 600 km nordväst om huvudstaden Jakarta. Toppen på Gunung Ara är 1 238 meter över havet, eller 226 meter över den omgivande terrängen. Bredden vid basen är 2,6 km.
Terrängen runt Gunung Ara är kuperad västerut, men österut är den bergig. Runt Gunung Ara är det ganska glesbefolkat, med 39 invånare per kvadratkilometer. I omgivningarna runt Gunung Ara växer i huvudsak städsegrön lövskog.